# Raquel Rodriguez Cedeño

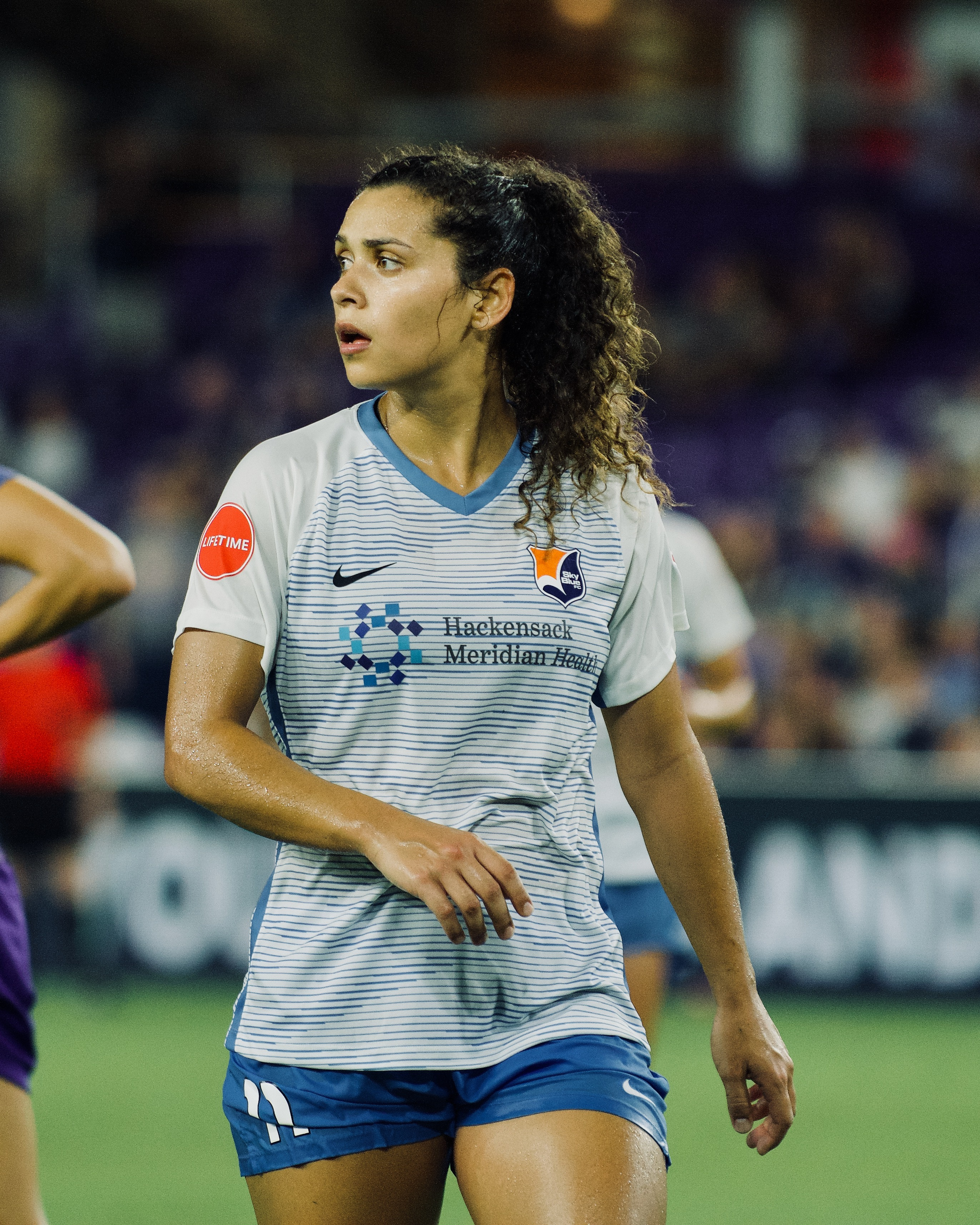
Raquel Rodriguez Cedeño

Raquel Rodríguez Cedeño, född den 28 oktober 1993, är en fotbollsspelare (anfallare) från Costa Rica. Hon var en del av Costa Ricas landslag under världsmästerskapet i Kanada år 2015. När hon gjorde mål i den första gruppspelsmatchen mot Spanien blev hon historisk som landets första målskytt i ett VM någonsin.
Rodriguez Cedeño gjorde sin första landskamp den 20 oktober 2007 mot Nicaragua.